# Речные утки (триба)
Речные утки, или благородные утки (лат. Anatini) — триба птиц семейства утиных.

## Описание
Среднего размера и маленькие птицы. Клюв длинный, широкий. Часто ярко выражен половой диморфизм. У некоторых видов клюв удлинённый, расширяющийся ближе к концу.

## Поведение
Редко полностью ныряют под воду. В поисках корма речные утки погружают переднюю часть тела в воду, принимая вертикальное положение. Держатся чаще всего на пресных водоёмах. Сохраняют пары на период спаривания и откладки яиц.

## Состав
В подсемействе 8 родов:
- Род Lophonetta — Хохлатые утки

- Род Amazonetta — Амазонские чирки

- Род Speculanas — Бронзовокрылые утки

- Род Tachyeres — Утки-пароходы

- Род Sibirionetta

- Род Spatula

- Род Mareca — Свиязи

- Род Anas — Речные утки